# 132 av. J.-C.
Cette page concerne l'année 132 av. J.-C. du calendrier julien proleptique.

## Événements
- 9 août 133 av. J.-C. (1er janvier 622 du calendrier romain) : début à Rome du consulat de Publius Popillius Laenas et Publius Rupilius[1].
  - Les consuls P. Popillius Laenas et P. Rupilius (client des Scipions) dirigent des poursuites officielles contre les partisans de Tibérius Gracchus, par exemple Blossius, aidé par Laelius[2].
  - Publius Rupilius assiège et prend Tauromenium et Enna[3]. Il met fin à la Guerre servile en Sicile et donne à cette province une « charte » inspirée en grande partie de celle de Hiéron II de Syracuse (lex Rupilia)[2].
  - Triomphe de Scipion Émilien[1].
  - P. Popillius Laenas construit la via Popilia, route de  Rhégium à Capoue et fonde Forum Popillii (Polla), en Lucanie[4].
  - Scipion Nasica est envoyé en mission en Asie pour organiser la province[5].
- Avant novembre : Antiochos VII intervient en Judée et met le siège devant Jérusalem. Il fait comprendre qu’il respectera la religion juive.  Jean Hyrcan Ier, menacé par la famine, accepte de se rendre contre un tribut de 500 talents d’argent et le démantèlement des murailles de Jérusalem. Ayant récupéré une partie du trésor du tombeau de David, Jean Hyrcan paye le tribut et engage même des mercenaires pour accompagner Antiochos VII dans sa campagne contre les Parthes[6].
- Guerre civile en Égypte à la suite de l'assassinat de Ptolémée Memphitis, fils de Cléopâtre II, par Ptolémée VIII. Ptolémée VIII doit se réfugier à Chypre sous la pression populaire. Il revient en 130 av. J.-C. avec de nouvelles troupes et reprend le pouvoir, s’efforçant de s’attirer la sympathie de ses sujets[7].
- Création du royaume d'Osroène. Aryu s'affranchit des Séleucides et forme un royaume indépendant avec Édesse pour capitale[8].

## Naissances
- Mithridate VI, roi du Pont.

## Décès
- Pacuvius, poète dramatique latin (né v. -220).
- Eunus, chef de la Première Guerre servile.
- Scipion Nasica, homme politique romain, à Pergame[1].